# Maggie Grace
Margaret Grace Denig (sinh 21 tháng 9 năm 1983), được biết tới với nghệ danh Maggie Grace, là một nữ diễn viên người Mỹ. Grace được biết tới với vai Kim trong Taken (2008), Taken 2 (2012) và Taken 3 (2015). Lớn lên tại Worthington, Ohio, cô bỏ học để chuyển tới Los Angeles sau khi cha mẹ cô ly dị. Khi đang gặp nhiều khó khăn về mặt tài chính, cô nhận được vai diễn đầu tiên là vai chính trong loạt video trên mạng Rachel's Room vào năm 2001. Cô nhận được đề cử Giải Nghệ sĩ Trẻ vào năm 2002 sau khi thủ vai nạn nhân của một vụ giết người Martha Moxley trong chương trình truyền hình Murder in Greenwich.
Năm 2004, Grace được tuyển vào vai Shannon Rutherford trong chương trình truyền hình Lost, chương trình mà cô là một trong những diễn viên thuộc dàn diễn viên chính trong hai mùa đầu tiên, giành một giải thưởng Screen Actors Guild Award trong hạng mục dàn diễn viên xuất sắc. Rời khỏi bộ phim, Grace chuyển sang thiên hướng đóng phim chiếu rạp, khởi đầu đầu bằng việc diễn xuất cùng tài tử Tom Welling trong phim The Fog vào năm 2005. Sau đó, cô xuất hiện trong các phim Suburban Girl, The Jane Austen Book Club (đều vào năm 2007), vào vai Kim Mills bên cạnh diễn viên Liam Neeson trong phim Taken năm 2008. Cô cũng tái xuất trong phim Taken 2 (2012) và Taken 3 (2014). Cô diễn vai chính, Alice, trong phim Malice in Wonderland, một bộ phim thời hiện đại mô phỏng tiểu thuyết của Lewis Carroll Cuộc phiêu lưu của Alice vào Xứ sở thần tiên. Grace tái xuất màn ảnh nhỏ trong vai Shannon trong hai tập khác của Lost, trong đó có tập cuối của phim. Năm 2013, cô xuất hiện trong chương trình Californication. Cô thủ vai Faith, một nghệ sĩ trẻ xinh đẹp, được Hank Moody (David Duchovny) để ý tới.

## Thời niên thiếu
Tên khai sinh của cô là Margaret Grace Denig, cô sinh ra tại Worthington, Ohio, là một trong ba người con của cặp vợ chồng Valinn (họ Everett) và Rick Denig, người buôn bán đá quý. Gia đình cô sống trong một căn nhà hơn 200 tuổi, căn nhà mái dốc đầu tiên tại khu trung tâm Ohio. Cô học tại trường Công giáo Worthington từ bậc mẫu giáo tới tận lớp chín và học tại trường trung học Thomas Worthington trong khoảng thời gian ngắn, nơi cô bắt đầu diễn các vở kịch ở trường và rạp hát địa phương, trong đó có cả vở The Crucible, tại Trung tâm Cộng đồng Do Thái địa phương (dù cô không phải người Do Thái). Khi còn nhỏ, Grace là một người thích đọc và tự miêu tả bản thân là "nghiện Shakespeare", tại tuổi 13, cô "rất thích Jane Austen, kiểu như nhiều đứa trẻ thích Star Trek''. Cha mẹ cô ly dị khi cô 16 tuổi, và mẹ cô tìm kiếm "một khởi đầu mới". Grace bỏ học trung học để chuyển tới Los Angeles, California với mẹ, trong khi các em cô Ian Denig và Marissa Palatas (người cưới Nick Palatas) ở với bố. Tại Los Angeles, Grace và mẹ thường gặp khó khăn về mặt tài chính, thuê căn hộ ngắn hạn thay vì ở nhà tập thể một cách cố định và ăn những bữa ăn cơ bản, vì đó là những gì họ đủ tiền để trả.

## Sự nghiệp
Ấn tượng của Grace về Hollywood
Grace thuê một người đại diện ngay trong tuần đầu tiên cô chuyển nhà đến Los Angeles và ngay lập tức tham gia vào các khóa học diễn xuất. Cô giành được vai diễn đầu tiên trong phim Rachel's Room, một bộ phim phát hành năm 2001 trên mạng nói về những vụ ngoại tình bên trong phòng ngủ của một thiếu nữ được tạo nên bởi nhà sản xuất của Dawson's Creek là Paul Stupin. Vai diễn tiếp theo của cô là trong một chương trình truyền hinh năm 2002 Septuplets, tuy nhiên chương trình đã bị hủy bỏ trước khi chiếu tập đầu tiên. Vai diễn đột phá của cô là trong một bộ phim chiếu trên truyền hình vào năm 2002 Murder in Greenwich, dựa trên câu truyện có thật về vụ giết cô bé 15 tuổi Martha Moxley. Cô được đề cử cho giải Nghệ sĩ Trẻ vì vai diễn Moxley trong hạng mục Màn thể hiện tốt nhất trong một phim chiếu trên truyền hình, Miniseries hay thể loại Đặc biệt – cho vai nữ chính, nhưng để thua Clara Bryant trong phim Tru Confessions. Sau đó, cô tiếp tục diễn các vai phụ trong các chương trình truyền hình nổi tiếng CSI: Miami, The Lyon's Den, Miracles, Like Family, Cold Case và Law & Order: Special Victims Unit, cũng như phim Twelve Mile Road và Creature Unknown.
Giữa năm 2004, đại diện của Grace gửi cho cô kịch bản của tập đầu tiên của chương trình truyền hình Lost; cô được nhận vào vai Shannon Rutherford sau buổi tuyển diễn viên thành công. Năm 2005, cô được đề cử cho giải Teen Choice Award hạng mục Nữ diễn viên có diễn xuất đột phá cho vai diễn của cô trong Lost, nhưng lại để thua diễn viên của Desperate Housewives là Eva Longoria. Cô đang sống tại Hawaii khi quay mùa đầu tiên của Lost, và ký hợp đồng để sát cánh cùng tài tử Tom Welling trong The Fog, một phiên bản năm 2005 làm lại theo bộ phim kinh dị cùng tên năm 1980, cô đóng vai chính mà trước đây được đóng bởi Jamie Lee Curtis. Dù đáng lẽ ra việc quay phim Lost phải hoàn thành trước khi The Fog bấm máy, nhưng việc sản xuất Lost vẫn tiếp tục vì tập cuối mùa kéo dài và Grace phải di chuyển giữa hai phim trường, ở hòn đảo của Hawaii Oahu và Đảo Bowen ở British Columbia, Canada. Sau khi đứng ở vị trí thứ #27 trong Top 100 nữ diễn viên gợi cảm năm 2005 của tạp chí Maxim, cô tiếp tục trở lại với mùa thứ hai của Lost. Nhân vật cô đóng đã chết vào tập thứ 8 của mùa 2, "Collision" khi người viết kịch bản của phim bắt đầu cảm thấy dòng truyện của nhân vật [bị] giới hạn". Nhà sản xuất Carlton Cuse nói rằng việc Grace rời khỏi phim "như là việc đôi bên cùng có lợi" khi cô muốn tập trung sự nghiệp của mình vào việc đóng phim chiếu rạp. Sau khi rời khỏi chương trình, cô vẫn cùng với các diễn viên khác của Lost trên sân khấu của 12th Screen Actors Guild Awards nơi Lost nhận giải Dàn diễn viên xuất sắc của một bộ phim thể loại Chính kịch.

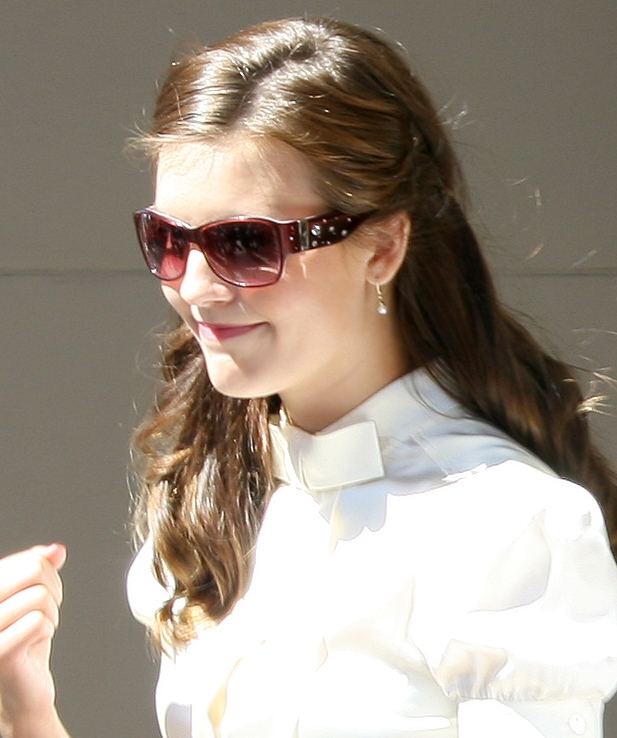
Grace tại Liên hoan phim Quốc tế Toronto năm 2011

Tạp chí Variety đưa tin rằng vào tháng 5 năm 2005 Grace đã thương thảo hợp đồng để đóng nhân vật của loạt X-Men là Kitty Pryde trong phim năm 2006 X-Men: The Last Stand, nhưng vào tháng 7, các buổi tuyển chọn diễn viên lại được tổ chức để tìm người thay thế cô. Cuối cùng thì vai diễn thuộc về Ellen Page, và Grace sau đó tiết lộ rằng cô chưa bao giờ muốn vai diễn đó và rất bất ngờ khi thấy tin mình đi thử vai và được nhận khi được hỏi. Vai diễn lớn tiếp theo của Grace là vào năm 2007 trong phim Suburban Girl, cùng với Sarah Michelle Gellar và Alec Baldwin. Năm 2007, cô đóng vai chính trong phim The Jane Austen Book Club, dựa trên tiểu thuyết cùng tên của Karen Joy Fowler. Cô là một người hâm mộ Jane Austen và đã đọc tiểu thuyết của Fowler khi nó được tung ra năm 2004. Khi cô đọc kịch bản phim, cô tới gặp Robin Swicord, người nói rằng cô đã "vui tới phát khóc" khi được nhận vai Allegra, một cô gái đồng tính 20 tuổi. Sau khi việc quay The Jane Austen Book Club hoàn thàn, Grace trở lại Hawaii trong một thời gian ngắn để tham dự mùa 3 của Lost, tập "Exposé". Cô bắt đầu chuyển sang thể loại phim tâm lý hành động từ năm 2008 với phim Taken sát cánh cùng Liam Neeson, người đứng đầu danh sách các diễn viên nam cô muốn làm việc cùng mà cô biết chỉ hai tháng trước khi cô nhận được vai diễn. Cô diễn vai chính trong phim của Simon Fellows ra mắt năm 2009 là Malice in Wonderland, một phiên bản hiện đại của cuốn Alice's Adventures in Wonderland được viết bởi nhà văn Lewis Carroll. Năm 2010, Grace tham gia phim chính kịch Flying Lessons, và cùng Tom Cruise, Cameron Diaz trong phim của James Mangold Knight and Day, cũng như Faster, cùng với Dwayne Johnson. Lịch làm việc bận rộn của Grace khiến cho cô không thể đóng vai Shannon trong "LA X", tập đầu tiên trong mùa thứ 6 và cũng là mùa cuối cùng của Lost, nhưng cô cũng đã trở lại trong tập cuối cùng là "The End". Vào tháng 9 năm 2010, Grace được chọn để đóng Irina trong The Twilight Saga: Breaking Dawn Part 1 và 2.
Vào tháng 12 năm 2012, Grace nhận được thông báo rằng cô sẽ lần đầu tiên được đóng trên sân khấu Broadway trong vở Picnic. Vở kịch công chiếu ngày 14 tháng 12, tại nhà hát American Airlines. Sebastian Stan cùng tham gia diễn xuất với Grace trong vở kịch từng thắng giải Pulitzer.
Cô cũng lần đầu tiên xuất hiện với tư cách khách mời trong chương trình của Showtime Californication và tháng 1 năm 2013, cô vào vai một ca sĩ trẻ xinh đẹp trong thế giới rock and roll và lọt vào mắt xanh của nhân vật chính Hank Moody, do diễn viên David Duchovny đảm nhiệm.
Vào tháng 2 năm 2015, cô thông báo rằng cô sẽ đóng vai chính trong một bộ phim của CBS tên là Code Black, nhưng sau đó rời khỏi bộ phim vì nhiều lý do.

## Đời sống cá nhân
Grace sinh sống tại Honolulu, Hawaii khi đóng phim Lost, nói rằng "Tôi rất thích sống ở đây, nhưng đây không phải là nơi mà tôi có thể theo đuổi sự nghiệp diễn xuất." Cô cũng nói rằng, khi sống ở Hawaii, các đồng nghiệp trong phim Lost giới thiệu cô với nhiều chàng trai "có khi một người mỗi đêm." Cô nói rằng các đồng nghiệp nam của cô "rất cứng đầu" và "khăng khăng" khuyên cô hẹn hò với một số người đàn ông nhất định; diễn viên Josh Holloway từng đề nghị giúp cô chọn một trong số những người mẫu đã làm việc với anh để hẹn hò. Grace và Ian Somerhalder, người em nuôi trên phim của cô, bắt đầu hẹn hò vào tháng 4 năm 2006 sau khi cả hai cùng rời khỏi Lost. Khi được hỏi về Somerhalder vào tháng 8, cô nói, "Ian là một người tốt, tôi rất quý anh ấy, dù vậy, tôi chỉ mới 22 tuổi – quá trẻ để nghĩ về một mối quan hệ nghiêm túc." Khi vẫn còn cùng làm việc trong phim Lost, Grace và Somerhalder nhận nuôi một chú mèo được đặt tên Roo sau khi họ tìm thấy chú "đang chết dần, chết mòn" ở khu rừng trên phim trường. Cô nói rằng bây giờ nó là "bạn đồng hành" của cô. Từ năm 2008 đến năm 2009, cô hẹn hò với Blake Mycoskie, một thí sinh trong mùa 2 của chương trình truyền hình thực tế The Amazing Race và là người sáng lập hãng giày TOMS Shoes. Vào này 18 tháng 2 năm 2015, Grace thông báo rằng cô đã đính hôn với nhà làm phim Matthew Cooke trên Instagram.
Grace thường ghi ơn mẹ cô như là người tạo cho cô cảm hứng. Khi được hỏi về người bạn thân nhất, cô nói rằng cô và mẹ như chị và em và rằng cô "thật may mắn khi có được một người mẹ tuyệt vời." Cô tự xưng là một người ngưỡng mộ nước Anh, đã từng có bạn tâm thư ở Lake District từ năm lên tám, và lần đầu đến Anh năm 13 tuổi, cô ngưỡng mộ nhiều nhà thơ người Anh cũng như là William Shakespeare.

## Các phim tham gia

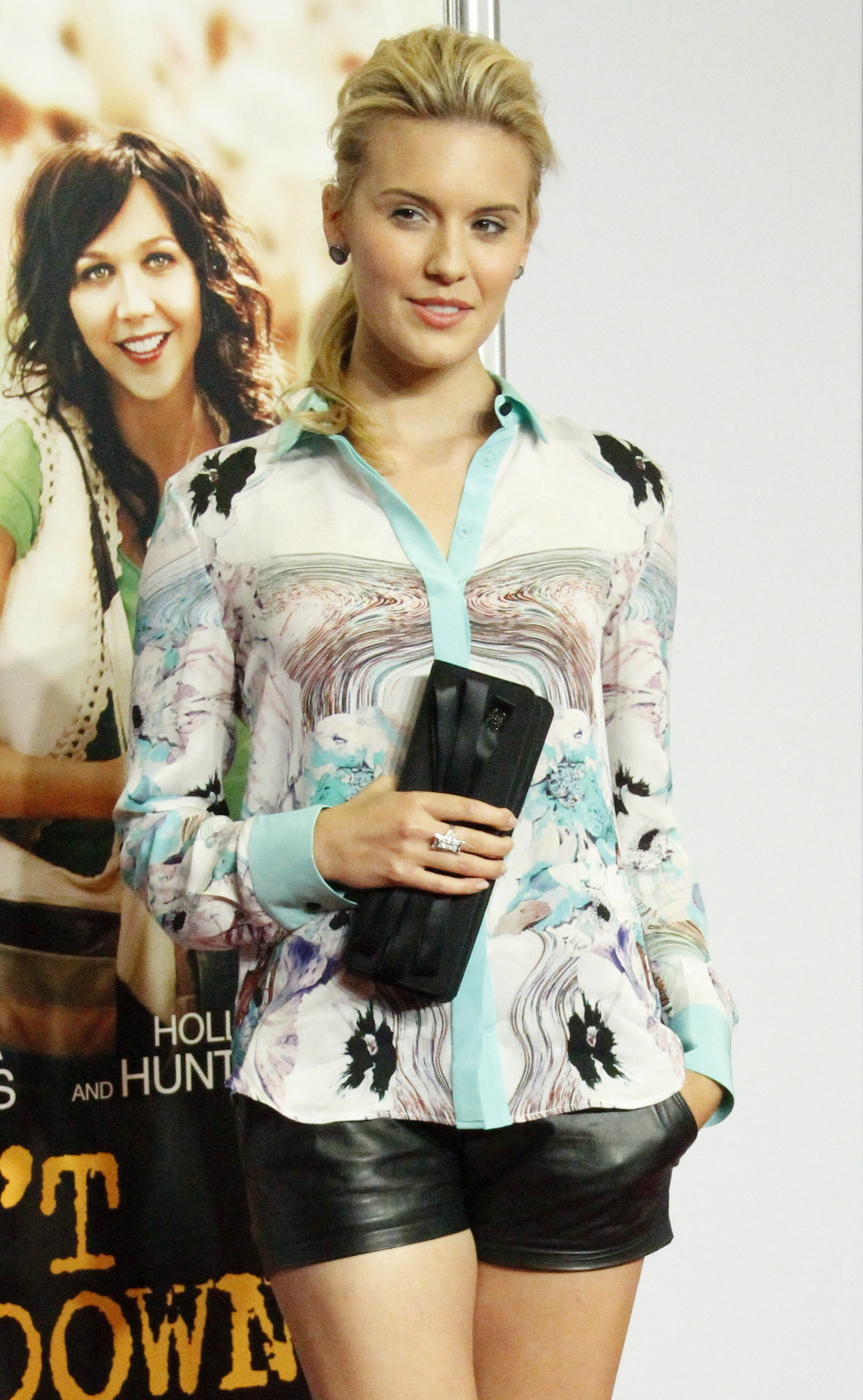
Grace tại buổi công chiếu ở New York của Won't Back Down, tháng 9 năm 2012

| Năm  | Tựa phim                                  | Vai diễn           | Chú thích                   |
| ---- | ----------------------------------------- | ------------------ | --------------------------- |
| 2001 | Rachel's Room                             | Rachel Reed        | Phim phát hành trên mạng    |
| 2002 | Shop Club                                 |                    |                             |
| 2002 | Murder in Greenwich                       | Martha Moxley      | Phim chiếu trên truyền hình |
| 2003 | Twelve Mile Road                          | Dulcie Landis      | Phim chiếu trên truyền hình |
| 2004 | Creature Unknown                          | Amanda             |                             |
| 2005 | The Fog                                   | Elizabeth Williams |                             |
| 2007 | Suburban Girl                             | Chloe              |                             |
| 2007 | The Jane Austen Book Club                 | Allegra            |                             |
| 2008 | Taken                                     | Kim Mills          |                             |
| 2009 | Malice in Wonderland                      | Alice              |                             |
| 2010 | Flying Lessons                            | Sophie Conway      |                             |
| 2010 | Knight and Day                            | April Havens       |                             |
| 2010 | The Experiment                            | Bay                |                             |
| 2010 | Faster                                    | Lily               |                             |
| 2011 | The Twilight Saga: Breaking Dawn - Part 1 | Irina              |                             |
| 2012 | Lockout                                   | Emilie Warnock     |                             |
| 2012 | The Twilight Saga: Breaking Dawn - Part 2 | Irina              |                             |
| 2012 | Taken 2                                   | Kim Mills          |                             |
| 2012 | Decoding Annie Parker                     | Sarah              |                             |
| 2014 | About Alex                                | Siri               |                             |
| 2015 | Taken 3                                   | Kim Mills          |                             |
| 2015 | We'll Never Have Paris                    | Kelsey             |                             |
| 2015 | Unity                                     | Người dẫn          | Phim tài liệu               |
| 2016 | The Choice                                | Stephanie Parker   | Hoàn thành                  |
| 2016 | The Scent of Rain and Lightning           |                    | Đang quay                   |

| Năm             | Tên chương trình hoặc phim        | Vai diễn           | Chú thích                                                       |
| --------------- | --------------------------------- | ------------------ | --------------------------------------------------------------- |
| 2002            | Septuplets                        | Hope Wilde         | Sê-ri truyền hình                                               |
| 2003            | CSI: Miami                        | Amy Gorman         | Tập: "Spring Break"                                             |
| 2003            | The Lyon's Den                    | Haley Dugan        | Tập: "Beach House"                                              |
| 2003            | Miracles                          | Hannah Cottrell    | Tập: "Mother's Daughter"                                        |
| 2004            | Cold Case                         | Renee              | Tập: "Volunteers"                                               |
| 2004            | Oliver Beene                      | Elke               | 8 tập                                                           |
| 2004            | Like Family                       | Mary               | Tập: "My Two Moms"                                              |
| 2004            | Law & Order: Special Victims Unit | Jessie Dawning     | Tập: "Obscene"                                                  |
| 2004–2006; 2010 | Lost                              | Shannon Rutherford | Diễn viên chính (Mùa 1–2) Khách mời đặc biệt (Mùa 3, 6): 32 tập |
| 2013            | Californication                   | Faith              | 10 tập                                                          |
| 2013            | The Following                     | Sarah Fuller       | Tập: "Pilot"                                                    |
| 2013            | Susanna                           | Susanna            | Vai chính; 12 tập (Phim mạng)                                   |
| 2013            | When Calls the Heart              | Aunt Elizabeth     | Phim chỉ được đặt tập Pilot                                     |
| 2015            | Masters of Sex                    | Dr. Christine Wesh | Tập: "Three's a Crowd"                                          |